# Viroma humano
O viroma humano é a coleção de todos os vírus no corpo humano. Entre estes agentes infecciosos incluem os vírus que causam a auto-limitantes ou descontroladas infecções agudas, infecções crónicas persistentes e que podem ou não serem assintomáticas, ou infecções latentes, que também incluem os vírus que são integrados no genoma humano. Os seres humanos são constantemente expostos a uma variedade de vírus que são geneticamente diversos e têm novos genótipos, linhagens e espécies que evoluem rapidamente. Os vírus são os agentes infecciosos mais abundante do planeta.